# Sentencia Kolpak
La Sentencia Kolpak fue dictada por el Tribunal de Justicia de la Unión Europea el 8 de mayo de 2003 en favor de Maroš Kolpak, jugador de balonmano eslovaco. Declaró que los ciudadanos de los países que han firmado el Acuerdo de Asociación con la Unión Europea, tienen el mismo derecho a la libertad de trabajo y circulación en la Unión Europea (UE) como los ciudadanos de la misma. Así las restricciones impuestas a su derecho al trabajo (como las cuotas establecimiento de límites al número de tales jugadores extranjeros en los equipos deportivos) son considerados ilegales bajo la legislación comunitaria. Las acciones legales en Alemania sentaron precedente para el deporte profesional en la Unión Europa, que han tenido un gran alcance.

## Decisión del Tribunal
El Tribunal de Justicia del Caso Bosman en 1995 había declarado que, de conformidad con las Tratados de Roma sobre la libertad de circulación de los trabajadores, ningún residente en la Unión Europea, puede limitarse trabajar en otra parte de la UE por su nacionalidad. Por ejemplo, un futbolista alemán debe tener las mismas posibilidades de jugar que uno griego ya que ambos países son miembros de la UE.
Maroš Kolpak fue un jugador de balonmano eslovaco, que residía y trabajaba legalmente en Alemania. Él jugaba en el TSV Baden Östringen, equipo alemán de la segunda división de balonmano desde 1997. La Federación Alemana de Balonmano tenía una regla (artículo 15) que prohibía a sus clubes miembros tener en sus plantillas a más de 2 jugadores extracomunitarios. En ese momento, Eslovaquia no era aún miembro de la Unión Europea (su adhesión a la UE fue en mayo de 2004), y por lo tanto la sentencia Bosman no se aplicaba a sus ciudadanos. Sin embargo Eslovaquia tenía ya un Acuerdo de Asociación con la Unión Europea.
Kolpak fue expulsado por su club en 2000 porque no tenía plaza libre al haber ya dos jugadores extracomunitarios. Kolpak impugnó a la Federación Alemana de Balonmano, alegando que el artículo 15, tratándolo diferente a los ciudadanos alemanes, coloca una restricción ilegal de su libertad de circulación de los trabajadores. La Federación Alemana de Balonmano sostuvo que la igualdad de trato solo se aplicaba a los ciudadanos de países de la Unión Europea (según la Sentencia Bosman) y no a los ciudadanos no comunitarios. El caso fue transferido al tribunal superior alemán, Oberlandesgericht, y el Tribunal de Justicia de la Unión Europea, para determinar si el Acuerdo de Asociación entre Eslovaquia y la Unión Europea, otorga la igualdad de derechos para los trabajadores eslovacos que residían y trabajaban legalmente en la UE. El Tribunal falló a favor de Kolpak.
Así, la Sentencia Kolpak declara que los ciudadanos de países con Acuerdo de Asociación con la UE, y que ejercen legalmente una actividad en un país de la misma, tienen los mismos derechos a trabajar como ciudadanos de la UE, y no puede tener restricciones de ningún tipo. Entre esos países figuran Estados de África, del Caribe y del Pacífico, como por ejemplo Sudáfrica, Jamaica o Zimbabue.